# Rzepisko (województwo łódzkie)
Rzepisko – wieś w Polsce położona w województwie łódzkim, w powiecie wieruszowskim, w gminie Łubnice.
W latach 1975–1998 miejscowość należała administracyjnie do województwa kaliskiego.